# Préfecture de Bassar
Pour les articles homonymes, voir Bassar (homonymie).
La préfecture de Bassar est une préfecture du Togo, située dans la Région de la Kara.
Son chef lieu est kante.  

## Géographie
Elle est située au centre du Togo.  Elle est limitrophe du Ghana à l'ouest.
Le paysage est formé de savanes et des montagnes arborées.

## Démographie
Sa population recensée lors du Recensement Général de la Population du Togo - 2010; actualisation partielle 2014 est de 119 717 habitants. La population est formée majoritairement par les ethnies Moba, et Peuhl.

### Principaux villages

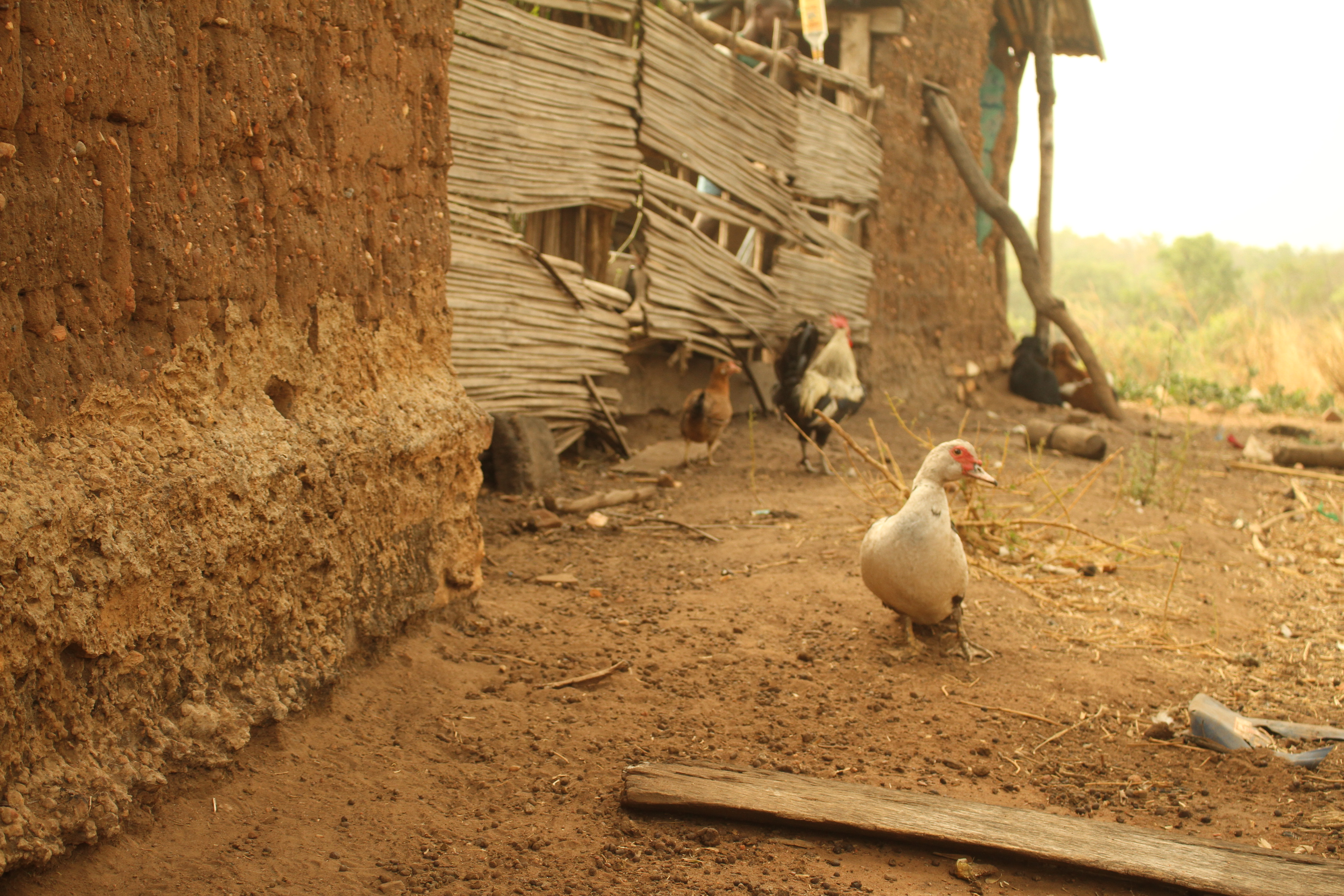
Basse-cour dans le village de Tabalo.

Voir palette

## Économie
Les zones rurales vivent de l'élevage extensif, et des cultures vivrières du manioc, d'arachide et d'igname.